# Dandupalya, Chintamani
Dandupalya là một làng thuộc tehsil Chintamani, huyện Kolar, bang Karnataka, Ấn Độ.